# Grootegast (plaats)
Grootegast (Gronings: Grodegast, Fries: Gruttegast) is een dorp en een voormalige gemeente in de gemeente Westerkwartier in de provincie Groningen in Nederland. Het dorp was tot 2018 de hoofdplaats van de gelijknamige gemeente Grootegast. Het dorp heeft 3.470 inwoners (1 januari 2023).

## Geschiedenis
Het dorp ('als Majorgast') is rond het jaar 1000 ontstaan en werd vanaf 1400 geprofileerd als tegenhanger van Lutjegast. Het dorp bevat een 17e-eeuwse kerk, het zogenaamde Witte Kerkje. Dit kerkje werd in 1829 gerestaureerd.

## Het dialect
Het Grootegaster dialect, het Westerkwartiers, is duidelijk een grensgeval. Taalkundig zijn de invloeden van drie provincies merkbaar: het dialect is een variant van het Gronings, maar qua verstaanbaarheid lijkt het meer op het Drents; het accent en de grammatica klinken echter nogal Fries en dat is verklaarbaar uit het feit dat 100 jaar geleden nagenoeg heel Lutjegast nog Fries sprak. Grootegast is een grensdorp en dat is ook nu nog te merken aan het aantal dorpsbewoners van Friese afkomst en de vele zakelijke en sociale contacten met Friesland.

## Industrie
Grootegast  heeft relatief veel industriële activiteit gehad voor zijn dorpsgrootte. Van 1964 t/m 1997 werd LEGO via het bedrijf LEGO Nederland bv gedistribueerd over geheel Nederland. Sinds 2016 is in dit pand een museum over LEGO, het LEGiO-museum, gevestigd. In 2017 werd ook het Victory Museum in het pand gevestigd, evenals De Museumdrukkerij. Gezamenlijk opereren de drie musea onder de naam Museumplein Grootegast. Daarnaast is een industrieterrein waar diverse bedrijven zijn gehuisvest.

## Openbaar vervoer
Grootegast wordt bediend door vervoermaatschappij Qbuzz.
- Lijn 39 (Qbuzz): Groningen • Slaperstil • Aduard • Zuidhorn • Faan • Niekerk • Oldekerk • Sebaldeburen • Grootegast • Doezum • Kornhorn • Opende • Surhuisterveen[3]
- Lijn 101 (Qbuzz, buurtbus): Kootstertille • Twijzel • Buitenpost • Blauwverlaat • Gerkesklooster •  Stroobos • Eibersburen • Lutjegast • Grootegast[4]
- Lijn 133 (Qbuzz): Groningen • Hoogkerk • Boerakker • Oldekerk • Sebaldeburen • Grootegast • Doezum • Kornhorn • Opende • Surhuisterveen[5]
- Lijn 139 (Qbuzz): Groningen • Hoogkerk • De Poffert • Enumatil • Zuidhorn • Faan • Niekerk • Oldekerk • Sebaldeburen • Grootegast • Doezum • Kornhorn • Opende • Surhuisterveen[6]

## Geboren
- Berend Hazenberg (1822-1892), burgemeester
- Siemen Top (1915-1986), politicus
- Siebe Torensma (1926-2016), politicus
- Ron Groenewoud (1937), voetballer/trainer
- Henk Holman (1943), beeldhouwer
- Bert Meulman (1946), burgemeester
- Ubel Zuiderveld (1962), journalist
- Yvonne Ploeg (1995), voetbalster